# Mafia
El término mafia se utiliza a nivel mundial para referirse a una clase especial del crimen organizado, extendido desde su origen en el Mezzogiorno italiano a cualquier grupo de crimen organizado, con similares características, independientemente de su origen o lugar de acción.
La 'Ndrangheta, originaria de la región de Calabria, en el sur de Italia, se considera hoy en día la mafia más poderosa y rica del mundo.
La mafia nació en la región de Sicilia, Italia, en donde se autodenominó Cosa Nostra, aunque agrupaciones similares fueron comunes en Irlanda, Reino Unido y Estados Unidos. En su origen era una confederación dedicada a la protección y el ejercicio autónomo de la ley (justicia vigilante) y, más adelante, al crimen organizado. Sus miembros se denominaban a sí mismos «mafiosos», es decir, ‘hombres de honor’. Los miembros de los distintos clanes mafiosos emplean una serie de «códigos de honor», inviolables, de los cuales el más conocido es la omertà o ley del silencio.

## Origen
Según el historiador Paul Veyne, el Imperio romano tenía la estructura de una gran mafia, en la cual no existían restricciones para la ley del más fuerte y solo el clientelismo permitía la supervivencia de los débiles, pobres o pequeños. El fraude, la estafa, el robo y la violencia, incluyendo las violaciones, no eran considerados delitos criminales (penales) sino privados (civiles) y, al no existir la policía, cada ciudadano debía tomarse la justicia por mano propia. Los jueces se dedicaban únicamente a dirigir el proceso para que un jurado decidiera la inocencia o culpabilidad pero la búsqueda del culpable así como la ejecución de la sentencia corría por cuenta de la víctima. No existía un poder público que pudiera poner un límite a una venganza personal. No existía un estado como lo conocemos ahora,  el imperio estaba dominado por clanes. Todos estaban bajo la protección de otro jefe más fuerte. El derecho romano era una acumulación de jurisprudencias, muy diferentes en cada región del imperio. Lo único invariable era el proceso. Por eso el derecho penal era arbitrario.
Durante siglos, la región de Sicilia estuvo dominada por un sistema feudal que explotaba a miles de campesinos mientras una minoría gozaba de privilegios. Estas circunstancias se consideran decisivas para el surgimiento de la mafia. Por otro, la conducta delictiva se revelaba como la única manera de obtener privilegios en una sociedad que los reservaba solo para los ricos terratenientes aliados de las autoridades políticas; pues a falta de una estructura de gobierno organizada y capaz de proteger a los habitantes de la isla, estos se vieron obligados a fortalecer los vínculos familiares como alternativa para obtener seguridad. Por esta razón los lazos de sangre son tan importantes en la mafia.
En el siglo XIX, surgió una figura clave: los gabellotti o recolectores de impuestos, que administraban las propiedades de los aristócratas. Ellos obtenían a cambio un porcentaje de las cosechas obtenidas, pero para acrecentar sus ganancias dividían las tierras en pequeñas áreas y las arrendaban a los campesinos, quienes también les otorgaban un porcentaje de la cosecha obtenida. De tal manera, los gabellotti cumplían la importante función social de mediadores entre los propietarios y los campesinos. Poco a poco se volvieron cada vez más poderosos e incurrieron en actos de corrupción: extorsionaban a los labriegos, se apropiaban indebidamente de pastizales para dar de comer al ganado y organizaban grupos de ladrones y cuatreros.
Al mismo tiempo, de ellos dependía el abasto de alimentos en las ciudades, lo que les permitía llevar a cabo prácticas de extorsión y especulación en el mercado. Por esta razón se les considera a los gabellotti como antecedente directo de la mafia y su manera de hacer negocios.
Con la unificación italiana, la situación no mejoró y las promesas de bienestar y desarrollo se vieron incumplidas. Los jóvenes eran reclutados para el servicio militar y la mayor parte de la población vivía en la miseria, a merced de la nueva clase que ostentaba el poder político y económico. Una vez más, necesitaba hallar alguna forma de protegerse del gobierno y encontrar medios eficaces de subsistencia. La naciente mafia se reveló como la posibilidad más efectiva para lograrlo, cobró mayor fuerza y se fue estableciendo como un poder alterno.
En 1874 los índices de criminalidad en Sicilia habían crecido a un grado alarmante. El gobierno de Italia decidió poner orden y envió a cientos de efectivos militares a la isla. El conflicto provocó la caída del gobierno conservador y la emergencia de un gobierno de izquierda en el que la mafia se hallaba bien representada. La mafia siciliana se consolidó y ofreció al gobierno restablecer la calma en Sicilia. En realidad, aprovechó la oportunidad para borrar del mapa a otros grupos enemigos. La mafia, ahora aliada del Estado, aplastó movimientos obreros [cita requerida] y miles de personas que todavía no lo habían hecho, abandonaron la isla en busca de mejores condiciones de vida, la mayoría a Argentina, Uruguay, y Estados Unidos. Los inmigrantes italianos trasladaron los esquemas y prácticas de la mafia en actividades ilegales y estrechar los lazos con los integrantes de la comunidad italiana. De esta forma surgieron las organizaciones mafiosas estadounidenses, que llegaron a rivalizar con la siciliana. Florecieron con la llegada de la ley seca, en los años veinte. Por otro lado, en Argentina y Uruguay, estos grupos de inmigrantes italianos simpatizaron con los movimientos anarquistas y transformaron su modus operandi hacia el sustento de esta causa  ideológica más allá cualquier otra causa mafiosa.
Con el paso del tiempo, el término mafia se ha generalizado y, en la actualidad, se emplea para denominar a grandes grupos dedicados al crimen organizado u otras actividades sospechosas (por ejemplo la mafia rusa, la Tríada china o los Yakuza japoneses).

## Etimología

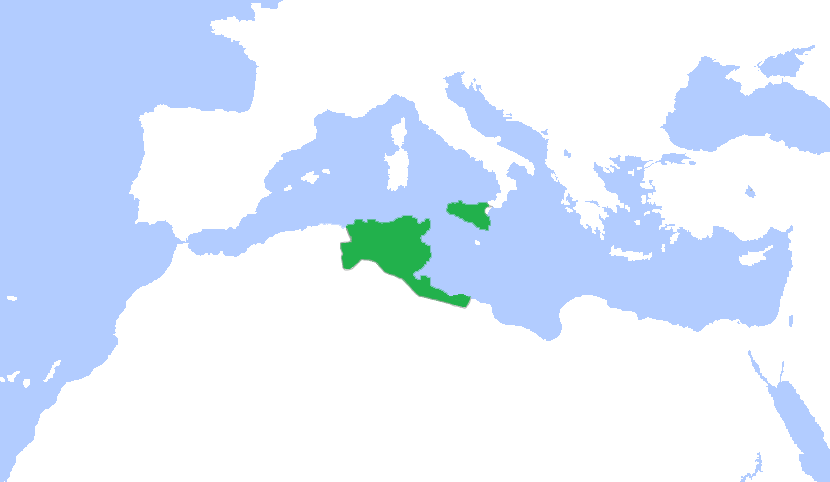
Mapa que muestra la conquista musulmana en el sur de Italia y el Emirato de Sicilia en el.

Regiones históricas del sur de Italia, cuna de la mafia. Es posible que estas mafias tuviesen su origen en la conquista musulmana, cuando los príncipes cristianos pasaron a la clandestinidad para continuar dirigiendo sus tierras en secreto. Estas mafias se hicieron conocidas en el mundo con la inmigración italiana en el.

Existen numerosas teorías sobre el posible origen de la palabra mafia, cuyo uso comenzó a extenderse a mediados del siglo XIX. Una hipótesis es que procede del vocablo árabe mahya, ‘bravuconería, jactancia, chulería’. En refuerzo a esta teoría, hay que recordar que los árabes ocuparon Sicilia entre los años 965 y 1060. Otros creen más probable que este término provenga de la antigua expresión toscana maffia, que querría decir ‘miseria’, o del sustantivo árabe mu'afah, que significa ‘protección de los débiles’.
De acuerdo con algunas versiones, su primera mención aparece en un texto italiano del siglo XVIII contra la brujería, donde se la asociaba a las ideas de ambición y arrogancia. Otros etimólogos aseguran que es un vestigio del dominio árabe en Sicilia en el siglo IX, pues en esa lengua el vocablo mohios significa ‘hombre rudo y agresivo’.
En el siglo XIX cobró una nueva connotación: cuando Giuseppe Garibaldi, el unificador italiano, viajó a Sicilia para integrarla a la Italia continental, tuvo que enfrentarse a rebeldes que él habría llamado «mafiosos».
Otros creen que el concepto alcanzó su significado actual en 1862 con el estreno de una obra teatral, Los mafiosos de la vicaría. La popularidad de la obra fue tan grande que en Europa comenzó a llamarse mafia al crimen organizado y, ya en 1865, la policía empleaba la palabra para referirse a esas agrupaciones.
Otros aseguran que 'mafia' es el acrónimo de la frase Mazzini Autorizza Furti, Incendi, Avvelenamenti (‘Mazzini autoriza robos, incendios y envenenamientos’), en referencia a Giuseppe Mazzini, promotor de la unidad italiana. La mafia se habría iniciado como tal, según Charles W. Heckethorn, a partir de una asociación de indigentes sicilianos que, bajo la tutela de Mazzini, comenzaron a organizarse y a realizar actividades criminales bajo la protección de la flota británica.
Otro acrónimo barajado es de la frase Morte Alla Francia, Italia Anela! (en español: ¡Muerte a Francia, Italia Anhela!), acuñada como lema de un ejército clandestino de campesinos, que resistió a la invasión de Sicilia por parte de Carlos de Anjou en 1282.
Según Roberto Saviano, gran conocedor de la mafia napolitana o Camorra, las organizaciones criminales empiezan a utilizar el término «padrino» a partir de la película El padrino, de Francis Ford Coppola, que se basa en la novela homónima de Mario Puzo. Según él, ni en Sicilia ni en la Campania nadie había utilizado jamás este término, que es una traducción del inglés «godfather». La palabra para designar a un capofamiglia es compare (‘compadre’). Es después de la película cuando las familias mafiosas de origen italiano y afincadas en los Estados Unidos empiezan a utilizar el término padrino en sustitución de compare y compariello. Fue tanta la influencia del filme en el ideario de los jóvenes italoestadounidenses vinculados a las organizaciones mafiosas que estos empezaron a imitar a los personajes de la película, incorporando las gafas oscuras, los trajes a rayas y hasta los gestos y expresiones que aparecían en la cinta.

## La mafia en Italia
En Italia hay cuatro mafias principales: la Cosa Nostra (Sicilia), la Camorra (Campania), la 'Ndrangheta (Calabria) y la Sacra Corona Unita (Apulia).

### Estructura de la mafia en Italia
- Don (jefe de la familia)
- Sottocapo (subjefe, sustituye al Don en caso de que esté incapacitado)
- Consigliere (consejero del Don, lo asesora en decisiones importantes)
- Caporegime (el superior al Capodecime)
- Capodecime (dirige a una decena de hombres)
- Soldato (los matones)
- Associati (los aspirantes a Soldato, que aún no han sido admitidos en la familia)

### Cosa Nostra

Ubicación de la región de Sicilia en Italia.

Durante el fascismo en Italia, Cesare Mori, prefecto de Palermo, usó los poderes especiales que le fueron otorgados para procesar a la mafia, forzando a muchos mafiosos a huir al extranjero o arriesgarse a ser encarcelados. Muchos huyeron a los Estados Unidos, entre ellos Giuseppe "Joseph" Bonanno, alias Joe Bananas, que llegaría a dominar la rama estadounidense de la mafia.
La principal división entre la mafia siciliana, hoy en día, es entre aquellos jefes que han sido condenados o están en la cárcel, principalmente Salvatore 'Toto' Riina y Leoluca Bagarella, el capo di tutti capi desde 1993 hasta 1995, y aquellos como Bernardo Provenzano, capturado en 2006, aunque no ha sido aún procesado ni condenado. Además de Fabrizzio Molinari "Fab" y Benito Lorenzetti "Pad". Aunque los mismos siguen clandestinos, al igual que Laureano Spollanzoni, un secuaz, conocido como "El Tesorero". Los jefes encarcelados están sujetos a un fuerte control en sus contactos con el mundo exterior, limitando su capacidad para dirigir operaciones desde la cárcel, bajo la ley italiana 41 bis. En agosto de 2010 llegó la información de que "Padrino", conocido como "Pad" y Fabrizzio, cortaron los lazos de negocios, aunque siguen ambos clandestinos.
Antonio Giuffrè, un confidente cercano a Provenzano, sostiene que en 1993, Cosa Nostra tenía contacto directo con representantes de Silvio Berlusconi mientras creaba su nuevo partido Forza Italia, llegando a revocar la 41 bis en el Parlamento; pero nada sugiere una conexión directa entre Berlusconi y Cosa Nostra. Incluso si se demuestra que las alegaciones no tienen ningún fundamento, los miembros de Cosa Nostra se sienten decepcionados por un gobierno que piensan que, correcta o incorrectamente, tiene elementos a favor de ellos.
Otro ejemplo muy ilustrativo de los capos de la Cosa Nostra es Matteo Messina Denaro, quien fue declarado sucesor de Provenzano y encabezó la lista de las 10 personas más buscadas por el FBI hasta su detención en 2023.

### Camorra

Ubicación de la región de Campania en Italia.

La Camorra, equivalente a la mafia siciliana, nace en Nápoles (Campania) alrededor del siglo XIV. La etimología del término «Camorra» es bastante incierta y se presta a bastantes interpretaciones, pero la más aceptada es la tesis de que «camorra» viene del término dialectal napolitano c'a morra (literalmente con el grupo, en referencia a los grupos callejeros que practicaban el popular juego de la morra, en Nápoles), nombre con el que se individualizaba también a bandas de malhechores que controlaban los juegos de azar y la prostitución en el Reino de Nápoles, desde el 1300 hasta el 1800. Contrariamente a la mafia, la Camorra ha estado (salvo casos esporádicos) alejada de la política y las fuerzas armadas; solo con Fernando IV y Francisco II tuvo una tímida tentativa de colaborar, pero a la larga no reportó beneficios para ninguna de las dos partes.
Sus miembros, llamados camorristi, se relacionaron con actividades de contrabando, chantaje, soborno, robo y asesinato. Saquearon y aterrorizaron al país durante muchos años. Después de siglos de evolución, saltaron a la luz pública hacia 1830. La Camorra prosperó durante los desórdenes que se produjeron en Italia en la lucha por la unificación. La organización se alió con las fuerzas del nacionalista italiano Giuseppe Garibaldi y contribuyó a expulsar a la casa reinante, los Borbones, del país. En el periodo que siguió a la unificación de Italia (1870), se llevó a cabo un breve e infructuoso intento de emplear a los camorristi en el cuerpo de policía. La Camorra continuó sembrando el temor por la nación y prácticamente gobernaban la ciudad de Nápoles a comienzos del siglo XX. Su poder se debilitó enormemente cuando sus miembros fueron acusados de asesinato y llevados a juicio en 1911. Esta asociación fue eliminada en 1922 por el gobierno fascista de Benito Mussolini. No obstante, bandas criminales similares a la Camorra siguieron operando en Nápoles, aunque desde 1984, las confesiones de algunos jefes camorristas «arrepentidos» han llevado a la desarticulación de parte de la infraestructura que habían vuelto a desarrollar desde los años 60.
Al Capone era la extensión de la Camorra en los EE. UU. Sin embargo, su única relación con la mafia era su condición de ítalo-estadounidense, ya que la Camorra no opera como una organización piramidal y respetuosa a las jerarquías dentro de las familias, sino que son solo grupos que se manejan separadamente, luchando constantemente entre sí y sin ninguna organización central, como la que caracteriza a la Cosa Nostra.
Actualmente, la Camorra napolitana es una organización mafiosa de las más poderosas, ya que controla gran parte del narcotráfico del sur de Italia. Está involucrada en más de 4000 muertes, mayoritariamente ajustes de cuentas entre clanes. La red de la Camorra napolitana no solo se limita a Italia, también se ramifica en Francia y EE. UU.

### La 'Ndrangheta

Ubicación de la región de Calabria en Italia.

Con la palabra ’Ndràngheta (o Famiglia Montalbano, Onorata società y Picciotteria) se indica la mafia de Calabria (región situada en el extremo sur de Italia). Hoy la 'Ndrangheta es una entre las más fuertes y peligrosas organizaciones criminales en Italia con una difusión también al extranjero (desde Canadá a algunos países europeos). El origen de la palabra "'Ndrangheta" procede del griego antiguo "andragathos", que significa "hombre valiente".

### Sacra Corona Unita

Ubicación de la región de Apulia en Italia.

Sacra Corona Unita es una organización criminal mafiosa de la región de Apulia (en italiano, Puglia) en el sur de Italia, y especialmente activa en su capital Bari. Es relativamente reciente: nació en 1983. La Sacra Corona Unita tiene conexiones con la Ndrangheta, Camorra y Cosa Nostra. Opera con la venta de drogas, prostitución, extorsión y lavado de dinero.

## Otras mafias europeas
El término mafia ha sido incluido en el lenguaje común como sinónimo de crimen organizado y frecuentemente se habla de mafias de forma impropia para referirse a organizaciones criminales no italianas.

### Mafia albanesa
Mafia albanesa o «crimen organizado albanés» son los términos generales utilizados para diversas organizaciones criminales con base en Albania o integrantes de etnia albanesa, conocidas por su ferocidad, violencia y crueldad. Su espectro delictivo es muy activo en los Estados Unidos y la Unión Europea, y participan en una amplia gama de actividades delictivas como el tráfico de drogas y de armas. Aunque el término "mafia" se utiliza a menudo como una descripción, no implica que todas las actividades criminales albanesas desarrolladas en la propia Albania, Kosovo, Macedonia y otros lugares estén coordinados o reguladas por un solo órgano.

### Mafia irlandesa
La mafia irlandesa es la segunda más evolucionada en Nueva York y parte de Las Vegas. Está fuertemente ligada a la italiana, por su convivencia en los barrios del Bronx y Queens. El antiguo don Hköpe Gah murió en 1956. Su actual don Maärk Hkölk ocupa su herencia.
La mafia irlandesa se ve retratada en algunas películas estadounidenses, como Estado de Gracia, protagonizada por Sean Penn, Ed Harris y Gary Oldman, Camino a la perdición, protagonizada por Tom Hanks, Jude Law y Daniel Craig e Infiltrados, protagonizada por Matt Damon, Leonardo DiCaprio y Jack Nicholson.

## La mafia en Estados Unidos
Al principio, estaban Gambino, la familia Genovese y la familia Lucchese.
Cada familia está dirigida en última instancia por un Don, que era aislado de las operaciones reales por varios niveles de jerarquía. Según la creencia popular, el asesor más cercano y de mayor confianza del Don era el llamado consigliere (‘consejero’ en italiano). En realidad, el consigliere era el encargado de mediar en las disputas internas. También se ocupaba de la economía del «negocio», aunque un segundo también podría hacerlo. Luego había unos cuantos regimi con un número variable de soldati (‘soldados’), que llevaban a cabo las operaciones reales. Cada regime era dirigido por un caporegime, que informaba al jefe. Cuando el jefe tomaba una decisión, nunca daba las órdenes directamente a los soldados que las llevarían a cabo, sino que pasaba las instrucciones hacia abajo por una cadena de mando jerarquizada. De esta forma, las capas más altas de la organización estaban a salvo de verse implicadas si se capturaba a los miembros de las capas más bajas. Esta estructura fue inmortalizada en la famosa novela de Mario Puzo El Padrino.
El ritual de iniciación surgido en Sicilia a mediados del siglo XIX apenas ha cambiado hasta hoy. El jefe de la policía de Palermo informó que el mafioso que va a iniciarse es llevado en presencia de un grupo de jefes y subjefes. Uno de estos hombres pincha en el brazo o la mano del que está siendo iniciado y le dirá que derrame la sangre sobre una imagen sagrada, normalmente un santo. El juramento de lealtad se realiza cuando la imagen es partida y quemada, simbolizando la aniquilación de los traidores. Esto fue confirmado por el primer Pentito, Tommaso Buscetta.
Un golpe o asesinato debe ser aprobado por los jefes de la familia, ya que existe el peligro de sufrir ataques de represalia que posiblemente iniciasen una guerra. En estado de guerra, las familias «se van a los colchones» (apartamentos en alquiler vacíos en los que unos cuantos soldados dormirían por turnos en colchones en el suelo mientras que el resto se quedarían apostados en las ventanas preparados para disparar a los miembros de las familias rivales).
La mafia estadounidense finalmente llegó a tener un mayor número de miembros italianos no sicilianos entre los más acérrimos y forjó buenas relaciones con mafiosos de otras nacionalidades, distinguiéndose así de la organización original de Sicilia.

## La Mafia en Cuba

### Historia de la Mafia en Cuba
Lucky Luciano escogió a Cuba como punto intermedio para suplir el mercado de heroína a Estados Unidos y sus representantes en La Habana fueron Corsican, Amletto Battisti y Lora. El judío Meyer Lansky fue el fundador y el líder del imperio de La Habana, el arquitecto de las relaciones políticas entre el general Fulgencio Batista y la mafia estadounidense desde 1934. Lansky organizó un colosal imperio en La Habana, el centro más importante del mundo en su tiempo para el lavado de dinero ilegal desde Estados Unidos, el procesamiento de diamantes y oro llegados de contrabando, así como una red de casinos, famosos hoteles, cabarets y restaurantes.
Conectando negocios y actividades criminales pero principalmente el jugoso negocio de la cocaína, estaba dirigida a corromper la sociedad estadounidense en esta ciudad llena de turistas, donde muchos de ellos venían con todos los gastos pagados: transporte, hoteles, comidas y bebidas. Además, algunos viajaban invitados por alguna personalidad o celebridad para disfrutar grandes fiestas. Ese fue el principal uso de La Habana por George Raft, quien acostumbraba a traer invitados al Hotel Capri para ofrecerles cocaína, sexo y juego, todo bien organizado y controlado.

### Cumbre de la Mafia en Cuba
En diciembre de 1946 en el Hotel Nacional de La Habana, Cuba se realizó uno de los más cruciales encuentros de todos los capos mafiosos de los Estados Unidos y de aquellos que se ocupaban de sus negocios en la Isla. Este acontecimiento histórico llegó a ser aún más importante por la participación de uno de los más famosos Capo di Tutti i Capi del crimen organizado, Lucky Luciano, quien después de pasar varios años de prisión en Estados Unidos y de ser deportado a Italia, su tierra natal, se reunió por primera vez con su Familia. Este encuentro fue organizado y orquestado por su consigliere Meyer Lansky, quien había creado en la isla grandes lazos entre el crimen organizado y la élite del gobierno cubano, aguardándoles no solo una base sólida en los negocios sino también seguridad para pasear por Cuba a su antojo y usarla como trampolín de sus negocios sucios hacia los Estados Unidos.
Entre los capos que asistieron a la reunión se encontraba Vito Genovese, el primero en llegar a la Isla y ser invitado a comer a la residencia de Luciano, en Miramar, en la calle 3.ª.
A la reunión, el 21 de diciembre, asistieron Albert Anastasia, Tommy Lucchese, Joe Bonnano, Joe Profacii, Giuseppe Magliocco, Mike Miranda, Willie Moreti y Augie Pisano de Nueva York y Nueva Jersey; Steve Magaddino, de Búfalo; de Chicago, Tony Accardo y los hermanos Charlie y Ronconi Fischetti, representantes y herederos los dos últimos de Al Capone, quien no asistió a la reunión por encontrarse enfermo de muerte en su residencia en Miami, tras haber salido de la prisión. De Nueva Orleans, Carlos Marcello y 'Dandy Phil' Kastel; de Florida, Santo Trafficante padre, quien a veces utilizaba los nombres de Doc Harris o Baldy Stacher y era el segundo de Lansky en todos los negocios. De Cuba asistieron Amadeo Barletta y Amletto Battisti. También estaban presentes Lansky, Costello, Genovese y Adonis.
Fue toda una noche: bebidas, un delicioso menú y por último Frank Sinatra, el ahijado de la mafia, cantó para cerrar con broche de oro aquella reunión.

### Fin de la Mafia en Cuba
Al triunfar la Revolución cubana el 1 de enero de 1959 el gobierno revolucionario tomó fuertes medidas contra la mafia y contra todo tipo de organización criminal o delincuentes, nacionalizando o cerrando todos sus negocios, prohibiendo los juegos de apuestas y de azar, logrando así que los mafiosos se marcharan de Cuba.[cita requerida]

## Mafia en Argentina
Una investigación publicada en Italia afirmó que la Santa ('Ndrangheta) tiene filiales instaladas en Argentina llamadas 'ndrinas, encargadas de la exportación ilegal de cocaína hacia Europa. Otro grupo importante se radicó en Brasil, entre ellas la familia Vitale y los Cappola, provenientes de Arezzo y la peligrosa mafia de la Camorra de Nápoles.